# Limpido
A Limpido című dal az olasz énekesnő Laura Pausini és az ausztrál énekesnő-dalszerző Kylie Minogue közös dala, melyet Pausini és Virginio Simonelli írtak. A dal 2013. szeptember 10-én jelent meg Pausini 20 – Greatest Hits című albumának vezető kislemezeként. A dal a 2013-as World Music Awards-on több jelölést is kapott, úgy mint a "világ legjobb dala" és a "legjobb videoklip" kategóriákban. A dal első helyezett volt az olasz Top Digital Downloads listán, és az Olasz Hanglemezgyártók Szövetsége által arany minősítést kapott.
A duettnek három változatát rögzítették, és adták ki. Olasz-angol, spanyol-angol, és egy spanyol változat. Ezenkívül Pausini kiadta a dal szóló változatát is angol, olasz, és spanyol nyelveken. Az angol verzió a "Radiant" címet viseli. A "Limpido" a második alkalom Minogue számára, amikor felvett, és kiadott egy dalt spanyolul. Az első a 2010-es "Los Amores" volt. 

## Dalszöveg
A dal szövege nagyon optimista üzenetet hordoz magában. A dal első mondata: "Forse noi non siamo fatti per cambiare, forse noi non cambieremo mai", magyarul: "Talán nem változtattunk, és talán soha többé nem fogunk megváltozni". Pausini írása változást jelent, amely megmutatja neki, hogy nőként és énekesként nagyra nőtt, miközben mindig képes hűséges maradni önmagához.
Letting go, no more fighting, time will show you what you mean to me. Letting go, free my instincts. From the darkness I will re-emerge limpido, limpido…

## Megjelenés
A dal először digitális formátumban jelent meg, melyet 2013. szeptember 9-én jelentettek be az Amazon.com oldalán. A megjelenést másnapra tervezték. A dal összes változatához készült szöveges videók 2013. szeptember 9-én jelentek meg Pausini hivatalos YouTube csatornáján. 

## Videoklip
A dalhoz tartozó klipet Rómában forgatták, és hivatalosan 2013. október 6-án jelent meg. A video Pausinivel kezdődik, aki egy drágaköves fátylat, és hosszú szempillákat visel. Fellebbenti a fátylat, és a dal közbevág: Pausini fehér öltönyben énekel, és gitározik. Minogue fekete csipkeruhában látható eközben. Pausini vízbe merül, kivéve az arcát. Majd közösen merülnek el a vízbe, arcukat kivéve. Majd látható egy kötélfonatot viselő afrikai táncos, aki homokos felületen táncol. A video a két énekesnő közös felvételével zárul a vízben.

## Formátumok és számlista
- Digitális letöltés

1. "Limpido" (Italian-English version) (with Kylie Minogue)
2. "Limpido" (solo Italian version)
3. "Limpio" (Spanish version) (with Kylie Minogue)

- Maxi CD

1. "Limpio" (Spanglish version) (Kylie Minogue-val)
2. "Limpio" (solo Spanish version)

## Slágerlista
| Slágerlista (2013)                 | Legjobb helyezések |
| ---------------------------------- | ------------------ |
| Belgium (Ultratip Wallonia)        | 18                 |
| Olaszország (FIMI)                 | 1                  |
| Spain Airplay (PROMUSICAE)         | 22                 |
| Mexico (Billboard Espanol Airplay) | 20                 |
| Svájc (Schweizer Hitparade)        | 66                 |

| Slágerlista (2013) | Helyezések |
| ------------------ | ---------- |
| Italy (FIMI)       | 88         |

| Régió                                                  | Minősítés | Eladott példányszám |
| ------------------------------------------------------ | --------- | ------------------- |
| Olaszország (FIMI)                                     | arany     | 15 000*             |
| * Eladási példányszámok kizárólag a minősítés alapján. |           |                     |